# Ivanovo, Pančevo
Ivanovo (izvirno srbsko Иваново, madžarsko Sándoregyháza, nemško Alexanderkirchen oz. Iwanowo) je naselje v Srbiji, ki upravno spada pod Mesto Pančevo; slednja pa je del Južnobanatskega upravnega okraja.

## Demografija
V naselju živi 916 polnoletnih prebivalcev, pri čemer je njihova povprečna starost 41,7 let (40,2 pri moških in 43,1 pri ženskah). Naselje ima 409 gospodinjstev, pri čemer je povprečno število članov na gospodinjstvo 2,77.
Prebivalstvo je nehomogeno, v času zadnjih treh popisov pa je opazno zmanjšanje števila prebivalcev.
|  |

| Demografija | Demografija     | Demografija     |
| Leto        | Št. prebivalcev | Št. prebivalcev |
| ----------- | --------------- | --------------- |
|             |                 |                 |
|             |                 |                 |
|             |                 |                 |
|             |                 |                 |
| 1948        | 2169            |                 |
| 1953        | 2196            |                 |
| 1961        | 2066            |                 |
| 1971        | 1893            |                 |
| 1981        | 1947            |                 |
| 1991        | 1439            | 1203            |
| 2002        | 1475            | 1131            |
|             |                 |                 |

| Etnična sestava po popisu iz leta 2002 | Etnična sestava po popisu iz leta 2002 | Etnična sestava po popisu iz leta 2002 | Etnična sestava po popisu iz leta 2002 | Etnična sestava po popisu iz leta 2002 |
| -------------------------------------- | -------------------------------------- | -------------------------------------- | -------------------------------------- | -------------------------------------- |
| Madžari                                | Madžari                                |                                        | 452                                    | 39,96%                                 |
| Bolgari                                | Bolgari                                |                                        | 307                                    | 27,14%                                 |
| Srbi                                   | Srbi                                   |                                        | 223                                    | 19,71%                                 |
| Jugoslovani                            | Jugoslovani                            |                                        | 24                                     | 2,12%                                  |
| Slovaki                                | Slovaki                                |                                        | 15                                     | 1,32%                                  |
| Makedonci                              | Makedonci                              |                                        | 13                                     | 1,14%                                  |
| Hrvati                                 | Hrvati                                 |                                        | 9                                      | 0,79%                                  |
| Romuni                                 | Romuni                                 |                                        | 5                                      | 0,44%                                  |
| Slovenci                               | Slovenci                               |                                        | 4                                      | 0,35%                                  |
| Nemci                                  | Nemci                                  |                                        | 4                                      | 0,35%                                  |
| Črnogorci                              | Črnogorci                              |                                        | 3                                      | 0,26%                                  |
| Muslimani                              | Muslimani                              |                                        | 2                                      | 0,17%                                  |
| Neznano                                | Neznano                                |                                        | 9                                      | 0,79%                                  |